# Вескур
Веску́р (фр. Vescours) — коммуна во Франции, находится в регионе Рона — Альпы. Департамент — Эн. Входит в состав кантона Сен-Тривье-де-Курт. Округ коммуны — Бурк-ан-Брес.
Код INSEE коммуны — 01437.

## География
Коммуна расположена приблизительно в 340 км к юго-востоку от Парижа, в 85 км севернее Лиона, в 34 км к северо-западу от Бурк-ан-Бреса.
По территории коммуны протекает река Монталибор (фр. Montalibord), есть много озёр.

## Климат
Климат полуконтинентальный с холодной зимой и тёплым летом. Дожди бывают нечасто, в основном летом.

## Население
Население коммуны на 2010 год составляло 208 человек.
| 1962 | 1968 | 1975 | 1982 | 1990 | 1999 | 2010 |
| ---- | ---- | ---- | ---- | ---- | ---- | ---- |
| 251  | 225  | 198  | 181  | 184  | 192  | 208  |

## Администрация
| Период | Период | Фамилия      | Партия | Примечания |
| ------ | ------ | ------------ | ------ | ---------- |
| 1995   | 2001   | Андре Пон    |        |            |
| 2001   | 2014   | Мишель Мёнье |        |            |
| 2014   | 2020   | Шанталь Тено |        |            |

## Экономика
В 2010 году среди 125 человек трудоспособного возраста (15—64 лет) 99 были экономически активными, 26 — неактивными (показатель активности — 79,2 %, в 1999 году было 70,3 %). Из 99 активных жителей работали 93 человека (50 мужчин и 43 женщины), безработных было 6 (3 мужчин и 3 женщины). Среди 26 неактивных 7 человек были учениками или студентами, 13 — пенсионерами, 6 были неактивными по другим причинам.

## Достопримечательности
- Ферма Лосель. Исторический памятник с 1944 года[4]
- Ферма Монталибор. Исторический памятник с 1974 года[5]

## Фотогалерея

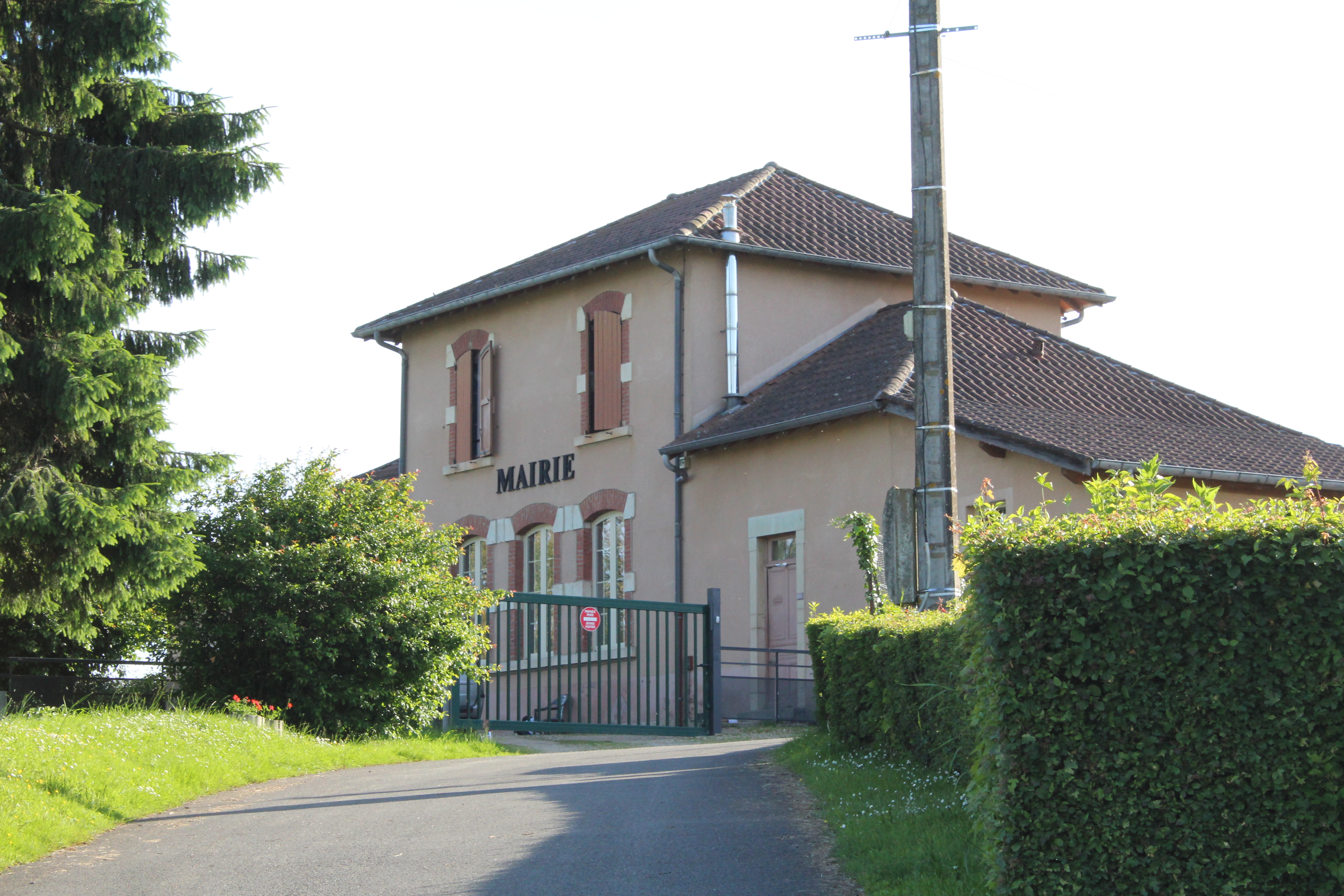
Мэрия
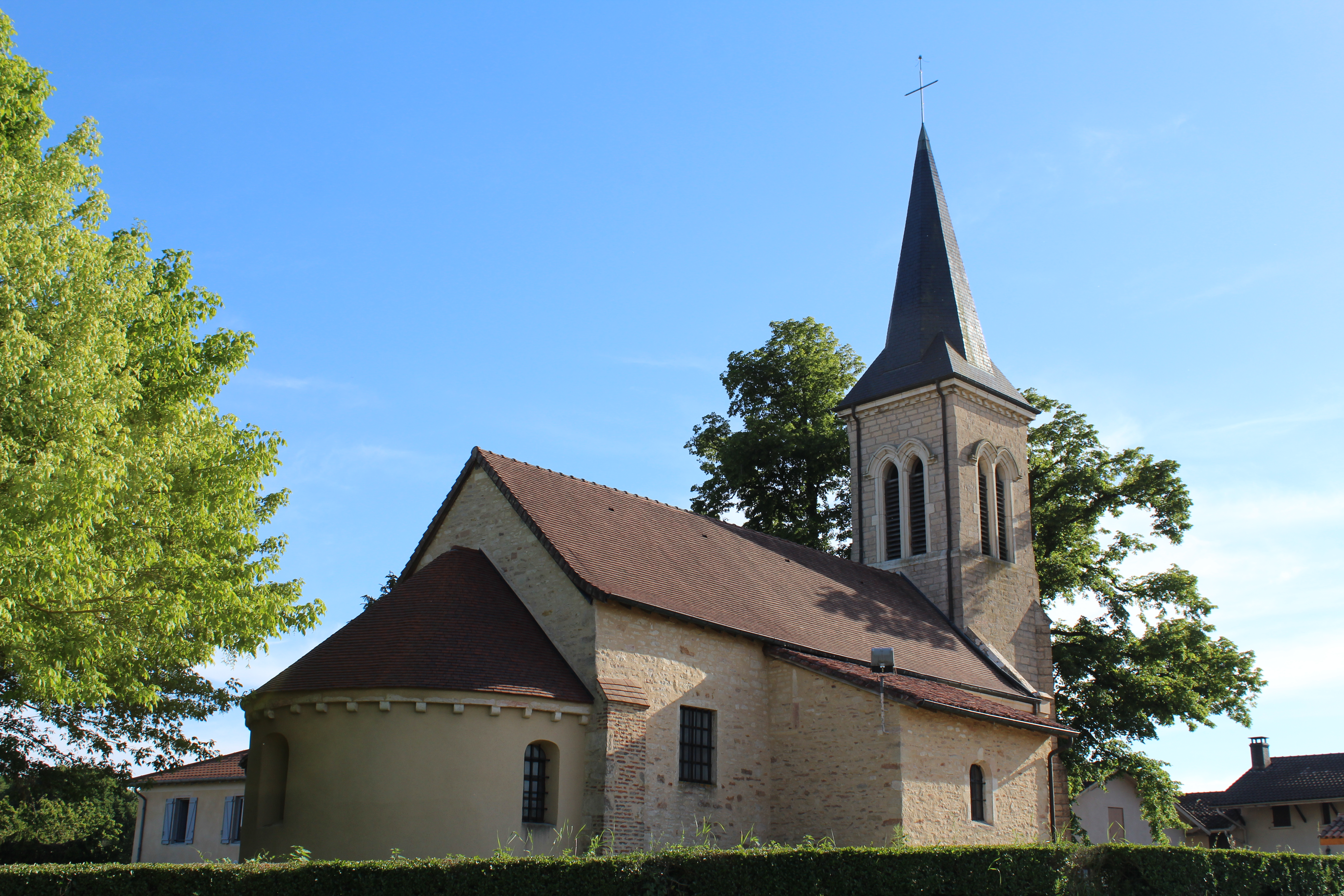
Церковь Успения
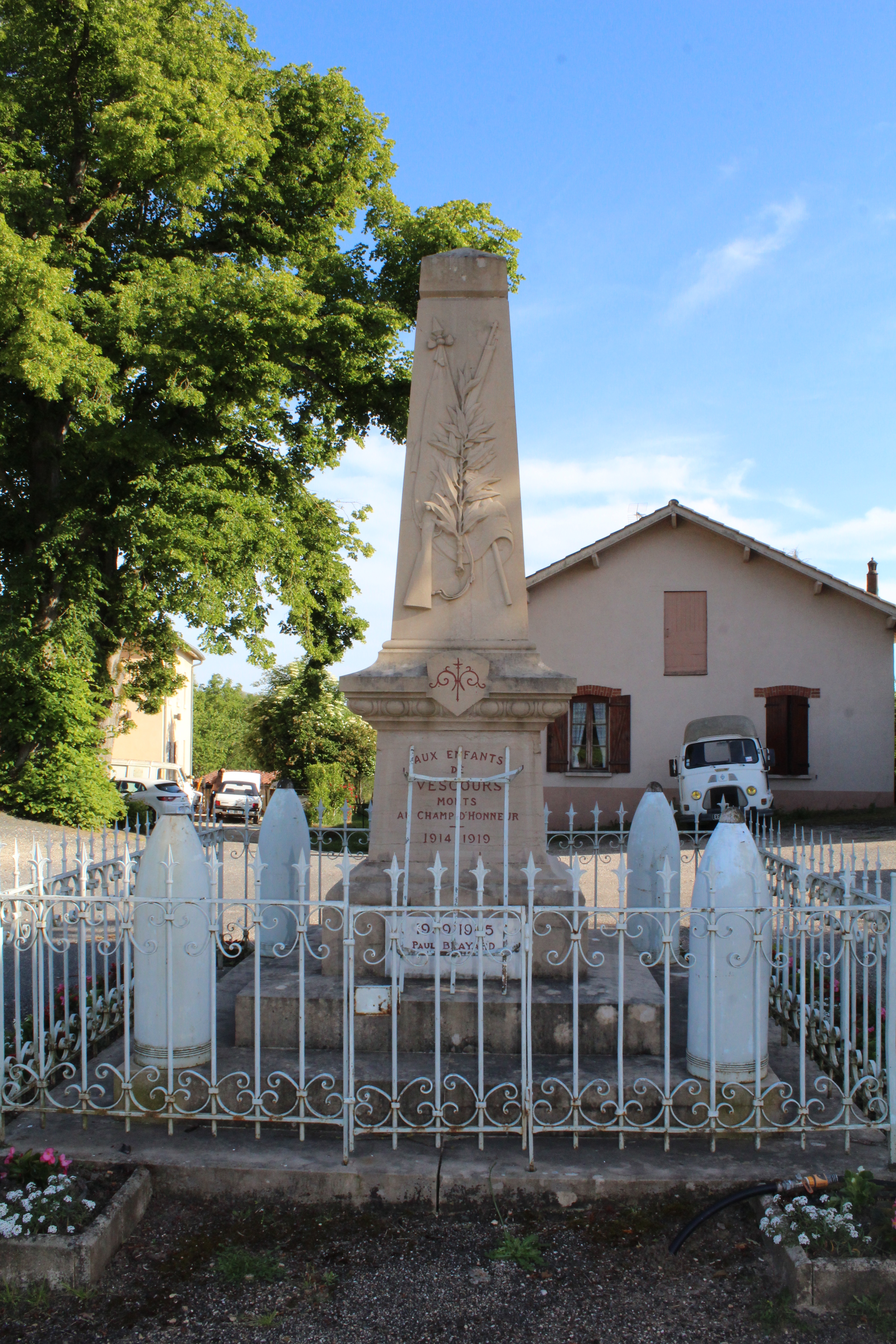
Военный мемориал
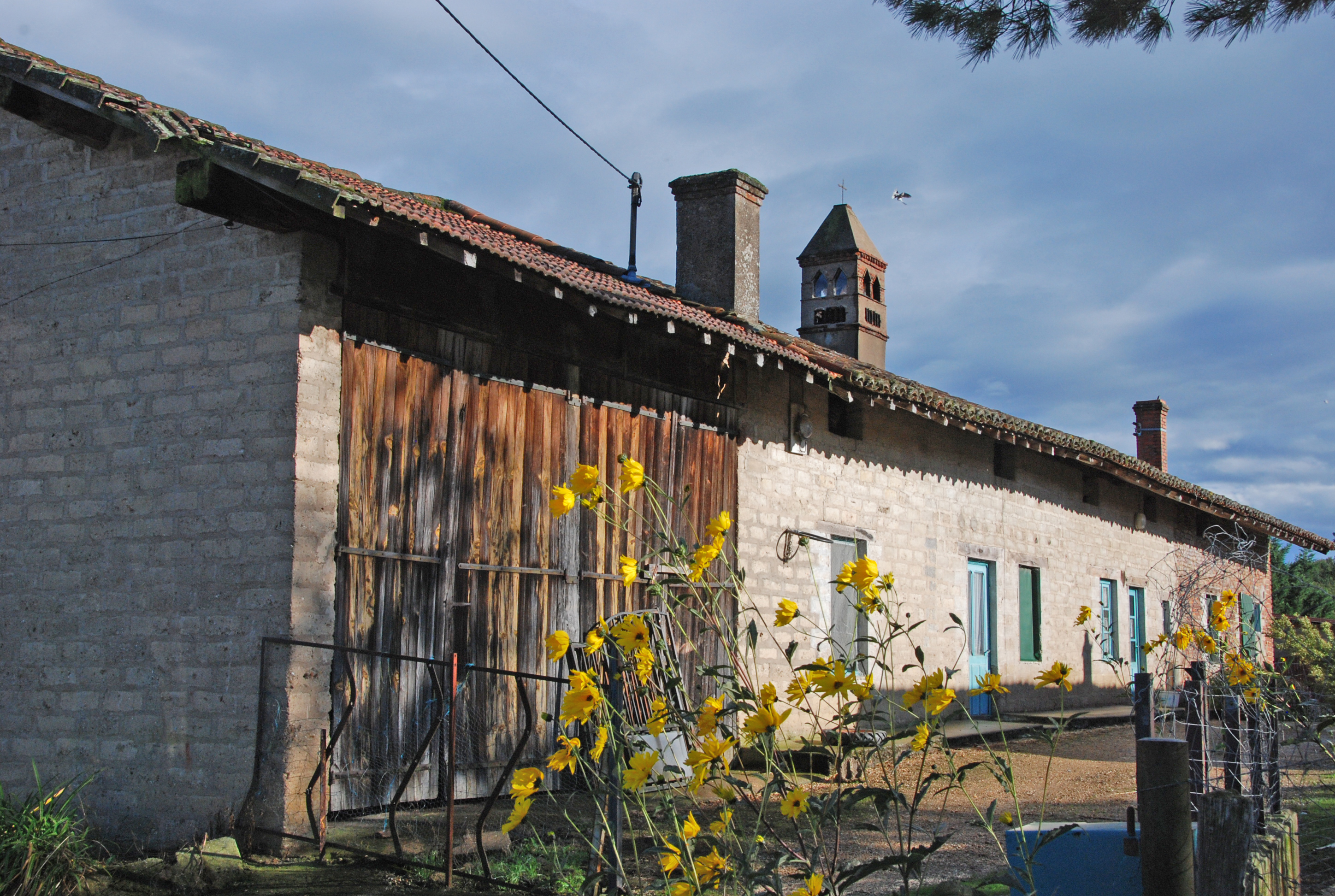
Ферма Лосель
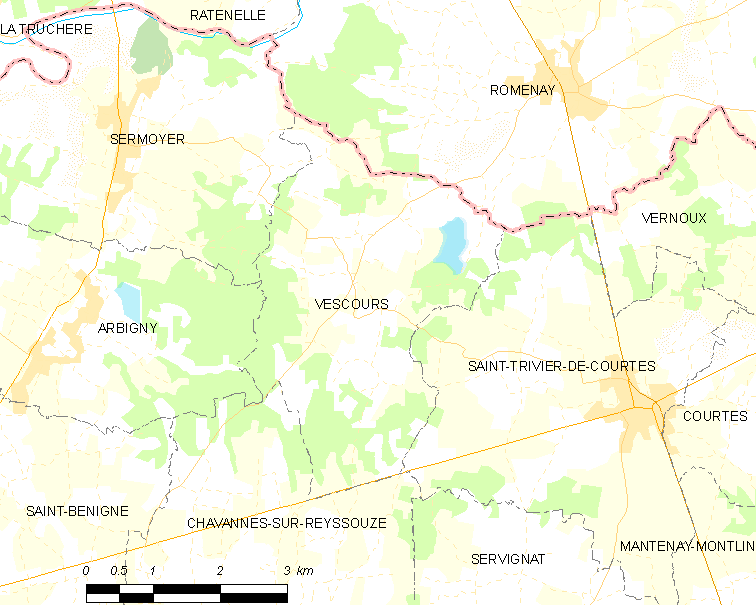
Карта коммуны